# Višni
Višni (mazedonisch Вишни; albanisch definit Vishnja, indefinit Vishnjë) ist ein Dorf im südlichen Teil der Gemeinde Struga in der Region Südwesten in Nordmazedonien.
Es ist rund sieben Kilometer Luftlinie westlich der Gemeindehauptstadt Struga entfernt und liegt am Osthang des Jablanica-Gebirges auf etwa 1065 m
In den letzten Jahrzehnten verließen viele Familien das Dorf, weswegen es laut der letzten Volkszählung von 2021 nur noch 47 Einwohner hatte. Die Einwohner sind fast ausnahmslos Mazedonier, die sich zum orthodoxen Christentum bekennen.
Bis Anfang des 20. Jahrhunderts führte durch den Ort die „Shkodra-Straße“, eine jahrhundertelang genutzte Handelsstraße über die albanischen Berge.
Vom Dorf hat man eine weite Aussicht auf die Ebene von Struga, den Ohridsee und die benachbarten Bergketten. Es ist über eine kurvenreiche Straße von Šum her erreichbar.
Der Dorfname geht auf das türkische Wort für Sauerkirsche, „vişne“, zurück.